# 今津晃
今津 晃（いまづ あきら、1917年4月24日 - 2003年6月18日）は、日本の歴史学者である。日本におけるアメリカ合衆国史研究の開拓者。

## 略年譜
静岡県浜名郡鷲津町に生まれる。1938年第三高等学校卒業、1941年12月京都帝国大学文学部史学科卒業、1948年9月京都帝国大学大学院退学。1962年「アメリカ革命史序説」で文学博士（京都大学）の学位取得。1942-43年文学部部副手嘱託。1946年9月関西大学予科講師、1947年4月大谷大学学部及予科教授、1948年同志社大学専任講師、48年助教授、1950年9月大阪大学教養部助教授、1953年文学部助教授、1959年京都大学文学部助教授。1960年7月 フルブライト委員会およびロックフェラー財団の援助によりアメリカ合衆国ウィスコンシン大学に留学、同大学歴史学部honorary fellow（－1961年8月7日帰国）1967年2月京都大学文学部教授、1977-78年文学部長・文学研究科長。1981年京都大学を停年退職、名誉教授、京都女子大学家政学部教授。1989年退職。1990年11月勲二等瑞宝章受勲。2003年6月 死去。叙従四位。

## 著書
- 『現代アメリカ国民史の研究―移民を中心として』創元社 1948年
- 『京大西洋史　8　現代の世界』創元社 1953年
- 『新書西洋史　8　二十世紀の世界』創元社 1955　のち講談社現代新書
- 『世界史のまとめ』数研出版　1957
- 『アメリカ革命史序説』法律文化社 1960年
- 『世界史の徹底整理 受験準備の急所をつく 最新版』数研出版　1960
- 『アメリカ独立革命』至誠堂 1967年
- 『世界の歴史17　アメリカ大陸の明暗』河出書房 1969年　のち文庫
- 『概説現代史』東京創元社・創元選書 1973年
- 『アメリカ独立の光と翳　独立200年の源流をさぐる』清水書院・センチュリーブックス 1976年

### 編著・共編著
- 『世界歴史 第5巻　ヨーロッパ世界 第1』前川貞次郎共編 人文書院 1966
- 『第一次大戦下のアメリカ 市民的自由の危機』編著　柳原書店　1981
- 『市民的自由の探究 両大戦間のアメリカ』横山良・紀平英作共編　世界思想社　1985
- 『アメリカ史を学ぶ人のために』池本幸三、高橋章共編　世界思想社 1987
- 『新総括世界史 大学受験』編著　数研出版　1993

### 翻訳
- ダニエル・J.ブースティン『アメリカ政治の特質』伊東幹治共訳　創元社　1964
- D.A.シャノン『アメリカ:二つの大戦のはざまに』榊原胖夫共訳　南雲堂　新アメリカ史叢書 1976